# Фонт, Роб
Роберт Спенсер Фонт (англ. Robert Spencer Font; род. 25 июня 1987 года, Леминстер, штат Массачусетс, США) — американский боец смешанных единоборств пуэрто-риканского происхождения, в настоящее время выступающий под эгидой Ultimate Fighting Championship в легчайшей весовой категории. Ранее выступал в организации CES MMA, где становился чемпионом в полулёгком весе. Занимает 9 строчку официального рейтинга UFC в легчайшем весе.

## Карьера бойца смешанных единоборств

### Начало профессиональной карьеры
Уроженец Центрального Массачусетса, Фонт начал тренироваться в качестве любителя в 2009 году и установил рекорд 3-1, прежде чем начать профессиональную карьеру бойца в декабре 2011 года.
Фонт установил рекорд 10-1 как профессионал, участвуя в нескольких региональных промоушенах в своей родной Новой Англии прежде чем подписать контракт с UFC весной 2014 года. Он начал выступать в лёгкой весовой категории, где провёл первых два поединка, а затем перешёл в полулёгкий вес.
С февраля 2013 года по апрель 2014 года выступал в известном американском промоушене CES MMA, где провёл последних 6 боёв перед его подписанием в UFC, стал чемпионом в полулёгком весе и провёл одну успешную защиту титула.

### Ultimate Fighting Championship
Фонт дебютировал в UFC перейдя в легчайшую весовую категории 5 июля 2014 года на турнире UFC 175 в бою против ветерана WEC и UFC Джорджа Рупа, победив того нокаутом в первом раунде. Эта победа принесла ему первую награду «Выступление вечера». Первоначально Фонт должен был дебютировать на этом турнире против Дугласа Силвы ди Андради, однако Андради отказался от боя по неизвестной причине и был заменён Рупом.
В следующем поединке Фонт должен был встретиться с Крисом Билом 5 сентября 2014 года на турнире UFC Fight Night 50. Однако Фонт отказался от боя, сославшись на травму.
Ожидалось, что Фонт встретится с Митчем Ганьоном 4 октября 2014 года на турнире UFC Fight Night 54. Впоследствии Фонт снялся с боя в ту неделю, когда проводился турнир, и его заменил Роман Салазар.
Ожидалось, что Фонт сразится с Крисом Уильямсом 17 января 2016 года на турнире UFC Fight Night 81. Впоследствии Уильямс был вынужден покинуть бой из-за травмы, и его заменил Джои Гомес. Фонт выиграл бой техническим нокаутом во втором раунде.
После трёх отменённых боёв в следующий раз Фонт провёл бой с Джоном Линекером 14 мая 2016 года на турнире UFC 198. Он проиграл бой единогласным решением судей.
Ожидалось, что Фонт встретится с Иэном Энтвистлом 8 октября 2016 года на турнире UFC 204. Однако за день до соревнований Энтвистл почувствовал себя плохо из-за последствий весосгонки, и бой был отменен.
Ожидалось, что Фонт встретится с Алехандро Пересом 3 декабря 2016 года на The Ultimate Fighter 24 Finale. Однако 24 ноября Перес выбыл из боя. Его заменил дебютант Мэтт Шнелл. Фонт выиграл бой техническим нокаутом в первом раунде.
8 июля 2017 года Фонт всё-таки встретился с Дугласом Силвой ди Андради на турнире UFC 213. Он выиграл бой болевым приемом во втором раунде. За победу он получил вторую награду «Выступление вечера».
28 октября 2017 года Фонт встретился с Педру Муньюсом на турнире UFC Fight Night 119. Он проиграл бой болевым приемом в первом раунде.
20 января 2018 года Фонт встретился с Томасом Алмейдой на турнире UFC 220. Он выиграл бой техническим нокаутом во втором раунде.
7 июля 2018 года Фонт встретился с Рафаэлем Ассунсао на турнире UFC 226. Он проиграл бой единогласным решением судей.
15 декабря 2018 года Фонт встретился с Серхио Петтисом на турнире UFC on Fox: Ли vs. Яквинта 2. Он выиграл бой единогласным решением судей.
Ожидалось, что Фонт встретится с Коди Стейманном 22 июня 2019 года на UFC Fight Night: Мойкану vs. Корейский зомби. Однако 5 июня 2019 года стало известно, что Стейманн отказался от участия из-за травмы, и его заменил Джон Линекер. В свою очередь, Линекер позже также был снят с боя из-за травмы. Фонт впоследствии был удален с карда турнира.
7 декабря 2019 года Фонт встретился с Рики Симоном на UFC on ESPN: Оверим vs. Розенстрайк. Он выиграл бой единогласным решением судей. Этот бой принес ему награду «Лучший бой вечера».
19 декабря 2020 года Фонт встретился с Марлоном Мораисом на турнире UFC Fight Night: Томпсон vs. Нил. Фонт выиграл бой техническим нокаутом в первом раунде. Эта победа принесла ему награду «Выступление вечера» в третий раз.
22 мая 2021 года Фонт впервые выступил в главном событии UFC Fight Night: Фонт vs. Гарбрандт, где встретился с бывшим чемпионом UFC в легчайшем весе Коди Гарбрандтом. Он выиграл бой единогласным решением судей.

## Титулы и достижения
- Ultimate Fighting Championship
  - Обладатель премии «Выступление вечера» (3 раза) против Джорджа Рупа, Дугласа Силвы ди Андради и Марлона Мораиса
  - Обладатель премии «Лучший бой вечера» (1 раз) против Рикки Симона
- CES MMA
  - Чемпион в полулёгком весе (1 раз)

## Статистика выступлений в MMA
| Боёв 30  | Побед 22 | Поражений 8 |
| -------- | -------- | ----------- |
| Нокаутом | 9        | 0           |
| Сдачей   | 4        | 1           |
| Решением | 9        | 7           |

| Результат | Рекорд | Соперник                | Способ                                      | Турнир                                | Дата            | Раунд | Время | Место                          | Примечание                                                    |
| --------- | ------ | ----------------------- | ------------------------------------------- | ------------------------------------- | --------------- | ----- | ----- | ------------------------------ | ------------------------------------------------------------- |
| Победа    | 22-8   | Жан Мацумото            | Раздельное решение                          | UFC Fight Night: Сехудо vs. Сун       | 23 февраля 2025 | 3     | 5:00  | Сиэтл, Вашингтон, США          |                                                               |
| Победа    | 21-8   | Кайлер Филлипс          | Единогласное решение                        | UFC Fight Night: Эрнандес vs. Перейра | 9 октября 2024  | 3     | 5:00  | Лас-Вегас, Невада, США         |                                                               |
| Поражение | 20-8   | Дейвисон Фигейреду      | Единогласное решение                        | UFC on ESPN: Дариюш vs. Царукян       | 2 декабря 2023  | 3     | 5:00  | Остин, Техас, США              |                                                               |
| Поражение | 20–7   | Кори Сэндхэген          | Единогласное решение                        | UFC on ESPN: Сэндхэген vs. Фонт       | 5 августа 2023  | 5     | 5:00  | Нэшвилл, Теннеси, США          | Бой в промежуточном весе                                      |
| Победа    | 20-6   | Адриан Янез             | Технический нокаут (удары руками)           | UFC 287                               | 8 апреля 2023   | 1     | 2:57  | Майами, Флорида, США           | «Выступление вечера» (4)                                      |
| Поражение | 19-6   | Марлон Вера             | Единогласное решение                        | UFC on ESPN: Фонт vs. Вера            | 30 апреля 2022  | 5     | 5:00  | Лас-Вегас, Невада, США         | «Лучший бой вечера» (2)                                       |
| Поражение | 19-5   | Жозе Альдо              | Единогласное решение                        | UFC on ESPN: Фонт vs. Алду            | 4 декабря 2021  | 5     | 5:00  | Лас-Вегас, Невада, США         |                                                               |
| Победа    | 19-4   | Коди Гарбрандт          | Единогласное решение                        | UFC Fight Night: Фонт vs. Гарбрандт   | 22 мая 2021     | 5     | 5:00  | Лас-Вегас, Невада, США         |                                                               |
| Победа    | 18-4   | Марлон Мораис           | Технический нокаут (удары руками)           | UFC Fight Night: Томпсон vs. Нил      | 19 декабря 2020 | 1     | 3:47  | Лас-Вегас, Невада, США         | «Выступление вечера» (3)                                      |
| Победа    | 17-4   | Рикки Симон             | Единогласное решение                        | UFC on ESPN: Оверим vs. Розенстрайк   | 7 декабря 2019  | 3     | 5:00  | Вашингтон, США                 | «Лучший бой вечера» (1)                                       |
| Победа    | 16-4   | Серхио Петтис           | Единогласное решение                        | UFC on Fox: Ли vs. Яквинта 2          | 15 декабря 2018 | 3     | 5:00  | Милуоки, Висконсин, США        |                                                               |
| Поражение | 15-4   | Рафаэл Ассунсао         | Единогласное решение                        | UFC 226                               | 7 июля 2018     | 3     | 5:00  | Лас-Вегас, Невада, США         |                                                               |
| Победа    | 15-3   | Томас Алмейда           | Технический нокаут (удар ногой и добивание) | UFC 220                               | 20 января 2018  | 2     | 2:24  | Бостон, Массачусетс, США       |                                                               |
| Поражение | 14-3   | Педру Муньюс            | Сдача (гильотина)                           | UFC Fight Night: Брансон vs. Мачида   | 28 октября 2017 | 1     | 4:03  | Сан-Паулу, Сан-Паулу, Бразилия |                                                               |
| Победа    | 14-2   | Дуглас Силва ди Андради | Сдача (гильотина)                           | UFC 213                               | 8 июля 2017     | 2     | 4:36  | Лас-Вегас, Невада, США         | «Выступление вечера» (2)                                      |
| Победа    | 13-2   | Мэтт Шнелл              | Нокаут (удар коленом и добивание)           | TUF 24 Finale                         | 3 декабря 2016  | 1     | 3:47  | Лас-Вегас, Невада, США         |                                                               |
| Поражение | 12-2   | Джон Линекер            | Единогласное решение                        | UFC 198                               | 14 мая 2016     | 3     | 5:00  | Куритиба, Парана, Бразилия     |                                                               |
| Победа    | 12-1   | Джои Гомес              | Технический нокаут (удары руками)           | UFC Fight Night: Диллашоу vs. Крус    | 17 января 2016  | 2     | 4:13  | Бостон, Массачусетс, США       |                                                               |
| Победа    | 11-1   | Джордж Руп              | Нокаут (удары руками)                       | UFC 175                               | 5 июля 2014     | 1     | 2:19  | Лас-Вегас, Невада, США         | Дебют в UFC. Дебют в легчайшем весе. «Выступление вечера» (1) |
| Победа    | 10-1   | Тристен Джонсон         | Нокаут (удар)                               | CES MMA 23                            | 25 апреля 2014  | 1     | 2:48  | Линкольн, Род-Айленд, США      |                                                               |
| Победа    | 9-1    | Ахсан Абдулла           | Сдача (д'Арсе)                              | CES MMA 21                            | 24 января 2014  | 1     | 3:48  | Линкольн, Род-Айленд, США      |                                                               |
| Победа    | 8-1    | Мэтт ди Маркантонио     | Единогласное решение                        | CES MMA 20                            | 6 декабря 2013  | 3     | 5:00  | Линкольн, Род-Айленд, США      | Защитил (1) титул чемпиона CES в полулёгком весе              |
| Победа    | 7-1    | Крис Фостер             | Технический нокаут (удары)                  | CES MMA 18: Gold Rush                 | 9 августа 2013  | 1     | 4:01  | Линкольн, Род-Айленд, США      | Завоевал первый титул чемпиона CES в полулёгком весе          |
| Победа    | 6-1    | Лукас Крус              | Единогласное решение                        | CES MMA: Path to Destruction          | 12 апреля 2013  | 3     | 5:00  | Линкольн, Род-Айленд, США      | Промежуточный вес (150 фунтов)                                |
| Победа    | 5-1    | Сауль Алмейда           | Единогласное решение                        | CES MMA: Undisputed 2                 | 1 февраля 2013  | 3     | 5:00  | Линкольн, Род-Айленд, США      |                                                               |
| Победа    | 4-1    | Брэндон Флеминг         | Единогласное решение                        | Cage Titans 11                        | 12 октября 2012 | 3     | 5:00  | Плимут, Массачусетс, США       |                                                               |
| Победа    | 3-1    | Лионель Янг             | Сдача (гильотина)                           | CFX 21                                | 11 августа 2012 | 3     | 0:58  | Броктон, Массачусетс, США      |                                                               |
| Победа    | 2-1    | Тан Стимпсон            | Нокаут (удар)                               | Reality Fighting                      | 2 июня 2012]    | 1     | 0:43  | Анкасвилл, Коннектикут, США    | Дебют в полулёгком весе                                       |
| Поражение | 1-1    | Десмонд Грин            | Единогласное решение                        | Premier FC 8                          | 1 апреля 2012   | 3     | 5:00  | Холиок, Массачусетс, США       |                                                               |
| Победа    | 1-0    | Мэтт Тутилл             | Сдача (рычаг локтя)                         | Premier FC 7                          | 3 декабря 2011  | 1     | 2:32  | Амхерст, Массачусетс, США      | Дебют в лёгком весе                                           |